# Stazione di Lons-le-Saunier
La stazione di Lons-le-Saunier (in francese Gare de Lons-le-Saunier) è la principale stazione ferroviaria di Lons-le-Saunier, Francia.